# Dierhagen
Dierhagen est une commune allemande de l'arrondissement de Poméranie-Occidentale-Rügen, Land de Mecklembourg-Poméranie-Occidentale.

## Géographie

Dierhagen au sein de l'arrondissement de Poméranie-Occidentale-Rügen

La commune se situe sur la péninsule de Fischland-Darss-Zingst, entre la mer Baltique et le Saaler Bodden (de). Elle est à une douzaine de km au sud-est de Ribnitz-Damgarten et de la Bundesstraße 105, à 35 km au sud-ouest de Rostock.
Le territoire est composé d'une grande forêt en plus de la lande de Rostock (de).
La commune regroupe six quartiers : Dierhagen Strand, Dierhagen Neuhaus und Dierhagen Ost le long de la mer, Dändorf, Hof Körkwitz et Dierhagen Dorf près du Saaler Bodden.

## Histoire
La première mention écrite de Dierhagen date de 1311. Le nom de la commune viendrait de "Deerhagen" ou "Thierhagen" et désigne l'élevage et la forêt.
Le domaine appartient au duché du Mecklembourg puis au Grand-duché de Mecklembourg-Schwerin.
En 1880, l'activité du tourisme et de la baignade commence. En 1998, Dierhagen reçoit la reconnaissance de l'État de "station balnéaire".

## Source, notes et références
- (de) Cet article est partiellement ou en totalité issu de l’article de Wikipédia en allemand intitulé « Dierhagen » (voir la liste des auteurs).